# Доброволни отряди на трудещите се
Доброволните отряди на трудещите се (ДОТ), до 1960 година Въоръжени работнически групи и отряди (ВРГО), са паравоенна организация в България през 1956 – 1990 година, част от структурата на комунистическия тоталитарен режим.
ВРГО са създадени от ръководството на Българската комунистическа партия след Унгарското въстание от 1956 година и имат за цел „да смазват още в зародиш всеки опит за контрареволюция и остра вражеска проява“. Членовете на групите, подбирани сред особено лоялните към режима, получава автоматично оръжие и униформи и провеждат учения и публични демонстрации, целящи сплашване на населението. През 60-те години на отрядите се възлагат и полицейски функции, като контрол върху битовата престъпност, охрана на обществени обекти и преследване на „хулигански прояви“. Членството в тях е свързано с обществени привилегии.